# グラーニアとディアーミッド
『ディアーミッドとグラーニア』（Diarmuid and Grania）は、ジョージ・ムーアとウィリアム・バトラー・イェイツが1901年に共作した散文詩。エドワード・エルガーが作品42となる付随音楽を作曲した。

## 演劇
ムーアはオーガスタ・グレゴリーの訳によるフェニアン寓話『The Pursuit of Diarmuid and Gráinne』を基に小説を執筆した。これを演劇として仕立て直すにあたってイェイツがムーアに協力を行った。
完成した演劇は3幕構成で、指揮者のヘンリー・ウッドへと捧げられた。初演は1901年10月21日にフランク・ベンソンのイングリッシュ・シェイクスピアン・カンパニーがダブリンのゲイエティ・シアターで行った。ベンソンがディアーミッドを演じ、その妻であるコンスタンスがグラーニア役、ルーシー・フランクラインがレイバン役を演じた。当日のプログラムは2本立てで、本作に続けてダグラス・ハイドの『Casadh an tSugáin』がゲール語連盟所属のアイルランド語話者のアマチュアたちによって上演された。
イェイツとムーアは主に形式について頻繁に衝突し、そのために出版用の最終版が完成されないような状態であったが、こうした共同作業の難航にもかかわらず上演は好評をもって迎えられた。また、アイルランド人の登場人物をイングランド人俳優が演じたことも物議をかもした。初演後、時おりその貢献意義が揺らぐかに見えたイェイツが、作品へと向けられたあらゆる批判に対して反論を行った。

## 音楽
作曲の最終段階になったところで作家陣が歌曲を加えることを決め、エルガーが音楽を提供した。エルガーがこの演劇に付した音楽は彼の作品42となり、タイトルをイギリス英語風に改めて『グラーニアとディアーミッド』 (Grania and Diarmid) とした。楽曲はわずか2曲しかない。管弦楽のための「序奏と葬送行進曲」、コントラルトのための歌曲「There are seven that pull the thread」である。
ムーアの構想ではエルガーへの委嘱は全く想定しておらず、彼は当初ヘンリー・ウッドに劇音楽の作曲を依頼したものの、ウッドが彼にエルガーを推薦したのであった。ムーアはエルガーにオペラを作曲してもらいたいという野望を抱くが、まずは第3幕のディアーミッドの死の場面への音楽から着手するように依頼した。この場面は「台詞をこれ以上深めることが出来ないので、音楽によって感情を汲み取ってもらいたい」との考えだった。その気になったエルガーは台本を読みもせずに、長々とゆったり進む「葬送行進曲」を書き上げた。その後、奇妙なホルンの信号に始まる「序奏」、および女性司祭レイバンの死の場面において彼女の紡ぎ車の側で歌われる歌曲が追加される。
「葬送行進曲」は1902年1月18日にロンドンのクイーンズ・ホールで、ヘンリー・ウッドの指揮により初めて劇とは独立して初演された。この曲は行進曲『威風堂々』とも比較される出来栄えとなっているが、作曲された時期は『威風堂々』の第1番よりも早いことが注目される。
演奏時間は合計で約12分。

### 楽器編成
序奏と葬送行進曲
フルート2、オーボエ2、コーラングレ、クラリネット2、バスクラリネット、ファゴット2、コントラファゴット、ホルン4、トランペット2、トロンボーン3、テューバ、ティンパニ、大太鼓、シンバル、鐘（任意）、ハープ、弦五部。

There are seven that pull the thread
フルート、クラリネット、ファゴット、ホルン2、ハープ、弦五部。